# Semikarbazyd
Semikarbazyd – organiczny związek chemiczny, hydrazyd kwasu karbaminowego.
Stosowany jest w analizie organicznej w postaci chlorowodorku jako odczynnik reagujący z aldehydami i ketonami. Produkty tych reakcji (semikarbazony) cechuje dobra zdolność krystalizacji i zazwyczaj ostre charakterystyczne temperatury topnienia.